# فرديناند جوليان
فرديناند جوليان (بالفرنسية: Ferdinand Julien)‏ ولد بتاريخ 30 يونيو 1946 في فرنسا، هو دراج فرنسي سابق.

## روابط خارجية
- فرديناند جوليان على موقع أرشيف الدراجات (الإنجليزية)
- فرديناند جوليان على موقع إحصائيات الدراجات الإحترافية (الإنجليزية)